# Піма (народ)
Піма — індіанський народ, що населяє південь штату Аризона в США і штат Сонора (Мексика). Самоназва акімел о'одхам, тобто «люди річки». Ймовірно назву «піма» дали індіанцям європейці, походить воно від фрази на мові оодхам, що означає «не розумію», яка часто використовувалася ними при контакті з чужоземцями. Належить до групи оодхам, яка в свою чергу входить до культурної групи пуебло.

## Історія
Цей народ походить від носіїв археологічної культури Хохокам. До приходу європейців дане плем'я проживало матрилокально річками Хіла і Солона, Які та Сонора, в передгір'ях Сьєрра-Мадре. В цілому піма були мирним народом, але інколи воювали з апачі, що здійснювали наскоки на їхні поселення.
Перше знайомство піма з європейцями, коли у 1539 році до піма прибув іспанський місіонер Маркос де Ніса. У 1694 році о. Кіма землі піма були оголошені іспанськими володіннями. Втім контакти з представниками колоніальної влади були нечастими. У 2-й пол. XVII ст. іспанці заснували на них форти, шахти і ранчо.
З 1821 року до поселень стали прибували представники Мексики, особливо посилилися з ними контакти у 1830-х роках. У середині XIX ст. на берегах річки Хіла з'явилися англомовні поселенці. У 1848 році після завершення мексикано-американської війни піма стають підопічними федерального уряду США. З початком золотої лихоманки через поселення пролягав шлях європейців-золотошукачів. З 1853 року, коли уряд США купив Аризону у Мексиці піма остаточно підпали під владу американців.
Протягом 1870—1880-х років американці позбавляють народ піма найкращих земель і витісняють до резервації.

## Розселення та демографія
Натепер основна частина народу піма проживає в громаді Хіла-Рівер (територія понад 2200 км в центральній частині штату Аризона). Громада розділена на кілька округів, в кожному з яких є місцева адміністрація. Самоврядування громади здійснює обраний губернатор. Також частина індіанців, що свого часу мігрували на північ, на береги Солоної річки, проживає в громаді Солт-Рівер (217 км²). Нею керують обраний президент і племінна рада.
Загальна чисельність піма становить майже 20 тис. осіб. До племен, споріднених піма, відносяться тохоно-оодхам, хіа-кед-оодхам і собайпурі (нині зникле).

## Господарство
Основним заняттям піма було переважно (до 60 %) іригаційне землеробство з вирощуванням бобів, кукурудзи, гарбуза, бавовнику, а також полювання, збиральництво, текстильне ремесло. З XVIII ст. стали вирощувати пшеницю. Збирали врожай 2 рази на рік: озиму пшеницю та кукурудзу.
Нині, окрім традиційних сфер господарства, діють казино, курси гольфу, курорт, тематичний парк розваг у стилі «Дикого Заходу», промислові парки, сміттєві звалища і постачання будівельних матеріалів.

## Мова
Розмовляють мовою оодхам сонорської групи юто-ацтекської мовної родини.

## Побут та звичаї
До приходу європейців стояло на порозі класового суспільства. Основними соціальними одиницями були патріархальна родина і сусідська громада. Мешкали у невеличких будинках. Дітям від 10 років до вступу в шлюб заборонялося вимовляти власні імена. Також до тепер члени племені не вимовляють імена померлих вголос, оскільки вважається, що це до нещастя.